# Gilles Canouet
Gilles Canouet (né le 20 janvier 1976 à Rueil-Malmaison) est un coureur cycliste français actif de 1994 à 2012. 

## Biographie
Professionnel en 2005 et 2006 au sein de l'équipe Agritubel, Gilles Canouet a notamment remporté deux épreuves professionnelles : la Roue tourangelle et le Prix d'Armorique (Mi-août bretonne). De retour chez les amateurs, il évolue durant deux ans au sein de l'US Montauban Cyclisme 82 avant d'interrompre sa carrière à la fin de 2008. Il retourne à l'US Montauban en 2012 pour prendre du plaisir en tant que coureur, sans objectifs de résultats. L'année suivante, il devient directeur sportif de l'équipe de Division nationale 2 de l'U.S.Montauban Cyclisme. En octobre 2015, il devient le Conseiller Sportif Départemental du Comité de Lot-et-Garonne de Cyclisme.

## Palmarès
- 1994
  - Champion d'Aquitaine du route Juniors
  - Vice-Champion de France de Poursuite Olympique Juniors
- 1996
  - Tour du Médoc
  - Champion d'Aquitaine de poursuite olympique
- 1997
  - Tour des Cantons de Mareuil-Verteillac :
    - Classement général
    - 1re et 2e (contre-la-montre) étapes

  - Tour du Cubzaquais
  - 1re étape du Tour des Landes
  - 4e étape du Tour de la Dordogne
- 1998
  - Tour du Canton de Gémozac
  - Tour du Haut-Bearn
- 1999
  - 2e du Grand Prix d'Antibes
  - 2e de la Flèche Landaise
- 2000
  - Champion d'Aquitaine sur route
  - Tour de la Dordogne
  - Tour d’Émeraude
  - Grand Prix Pierre-Pinel
  - Lagorce Laguirande
  - Grand Prix des Fêtes de Coux-et-Bigaroque
  - 3e étape du Tour de Corrèze
  - 3e de la Ronde des Pyrénées
  - 3e de la Classic Loire Atlantique
  - 3e du Grand Prix de la Tomate
- 2001
  - Prix d'Armorique (Mi-août bretonne)
  - Circuit de la Nive 
  - Tour de Gironde :
    - Classement général
    - 2e étape

  - Circuit de la Palombe
  - Tour du Canton de Champagnac de Bélair
  - Ronde des Pyrénées
  - 4e étape du Tour des Landes
- 2003
  - Tour du Canton de Bussiores
  - Trophée Jean-Jacques Quéré
  - 2e d'Orvault-Saint-Nazaire-Orvault
  - 3e des Boucles de la Soule
  - 3e de la Ronde mayennaise
- 2004
  - Champion du Poitou-Charentes sur route
  - 3e étape du Tour de Franche-Comté
  - Circuit des Vins du Blayais
  - Trophée National de Pujols
  - 1re étape du Tour de la Dordogne
  - 2e du Tour de la Dordogne
  - 3e du Tour Nord-Isère
- 2005
  - Roue tourangelle
  - 3e des Monts du Luberon - Trophée Luc Leblanc
- 2007
  - 2e étape du Tour du Canton de Saint-Ciers
  - Tour du Canton de Gémozac
  - Trophée Clermontois
  - 2e du Tour du Lot-et-Garonne
  - 3e du Grand Prix des Fêtes de Coux-et-Bigaroque
  - 3e du Trophée des Bastides
- 2008
  - Tour du Fumélois
- 2012
  - Tour du Gabardan
  - Prix du Muguet à Saint-Astier

## Classements mondiaux
| Année            | 2005 | 2006 | 2007 | 2008 | 2009 | 2010 | 2011 | 2012 |
| ---------------- | ---- | ---- | ---- | ---- | ---- | ---- | ---- | ---- |
| UCI America Tour |      |      | 249e |      |      |      |      |      |
| UCI Europe Tour  | 247e | 369e |      |      |      |      |      | 806e |